# Paço de Gelmires
O Paço ou Palácio de Gelmires (em galego: Pazo de Xelmírez; em castelhano: Pazo ou Palacio de Gelmírez) é uma antiga residência episcopal situada no centro histórico de Santiago de Compostela, Galiza, Espanha. Encontra-se ao lado da Fachada do Obradoiro da catedral e junto ao Hospital dos Reis Católicos. É um do mais belos exemplos, raro e de grande importância histórica e artística da arquitetura românica civil espanhola, apesar de ter sofrido várias reformas ao longo dos séculos que lhe adicionaram outros estilos arquitetónicos. Graças a ele é possível compreender melhor o enorme poder dos grandes senhores, neste caso do alto clero, na Idade Média.
Atualmente é um dos espaços do arte do Museu da Catedral de Santiago de Compostela. O edifício é atravessado pelo chamado túnel do palácio, que liga a Praça do Obradoiro à Praça de Acibechería.

## Descrição
O palácio começou a ser construído nos primeiros anos do século XII, para ser o paço episcopal, por ordem do bispo Diego Gelmires, grande impusionador de vários obras na cidade, nomeadamente a catedral, que pega com o palácio pelo lado sul deste. O primeiro palácio foi destruído durante as revoltas populares de 1117 contra Gelmires.
As obras do edifício atual foram iniciadas em 1120, mas ao longo de vários séculos ocorreram várias reformas. A primeira ocorreu durante o episcopado de Juan Arias, c. 1260, que adicionou elementos góticos. No século XV houve mais alterações, por ordem do arcebispo Lope de Mendoza e no século seguinte, durante o episcopado de um dos Fonsecas (Alonso III?). O último andar foi construído no século XVIII, quando também foi construído o frontispício sobre o pórtico românico. Não obstante a mistura de estilos das diversas intervenções, o edifício conserva uma certa unidade e harmonia e, segundo alguns, uma certa intemporalidade, a mesma a que se refere o escritor Valle-Inclán (1866–1936) na sua obra de 1916 “La lámpara maravillosa” — «Nesta cidade petrificada foge a ideia do Tempo. Não parece antiga, mas eterna. Tem a solidão, a tristeza e a força de uma montanha.»
No interior, que comunica com a catedral, destaca-se a cozinha medieval, no primeiro andar, onde também se encontra o Salão Sinodal ou Salão de Festas. Este data do século XIII e apresenta uma abóbada de cruzaria que tem uma peculariedade: as mísulas que sustêm os nervos dos arcos estão decoradas com imagens esculpidas de um banquete medieval, músicos com instrumentos, anjos, etc. Pelo seu naturalismo gótico, essas esculturas estão intimamente relacionadas com o imaginário do Mestre Mateus, o autor do Pórtico da Glória da catedral. Especula-se que possam representar o banquete do casamento do rei Afonso IX de Leão, porque é presidido por um casal real de mãos dadas. As esculturas revestem-se de grande interesse para os gastrónomos, pois alegadamente uma delas representa uma empanada galega, «que a fecunda imaginação do escritor Álvaro Cunqueiro quis ver recheada de lampreia.»
Também digno de nota é o Salão de Armas, do tempo de Gelmires, situado abaixo do Salão de Festas. Está dividido em dois espaços retangulares de cinco tramos, com abóbadas de aresta que caem sobre arcos de meio ponto. Estes arcos são suportados quatro faces de quatro colunas muito esbeltas e pilastras adossadas  às paredes.